# Lydella radicis
Lydella radicis är en tvåvingeart som först beskrevs av Townsend 1916.  Lydella radicis ingår i släktet Lydella och familjen parasitflugor. Inga underarter finns listade i Catalogue of Life.